# Guido Déus

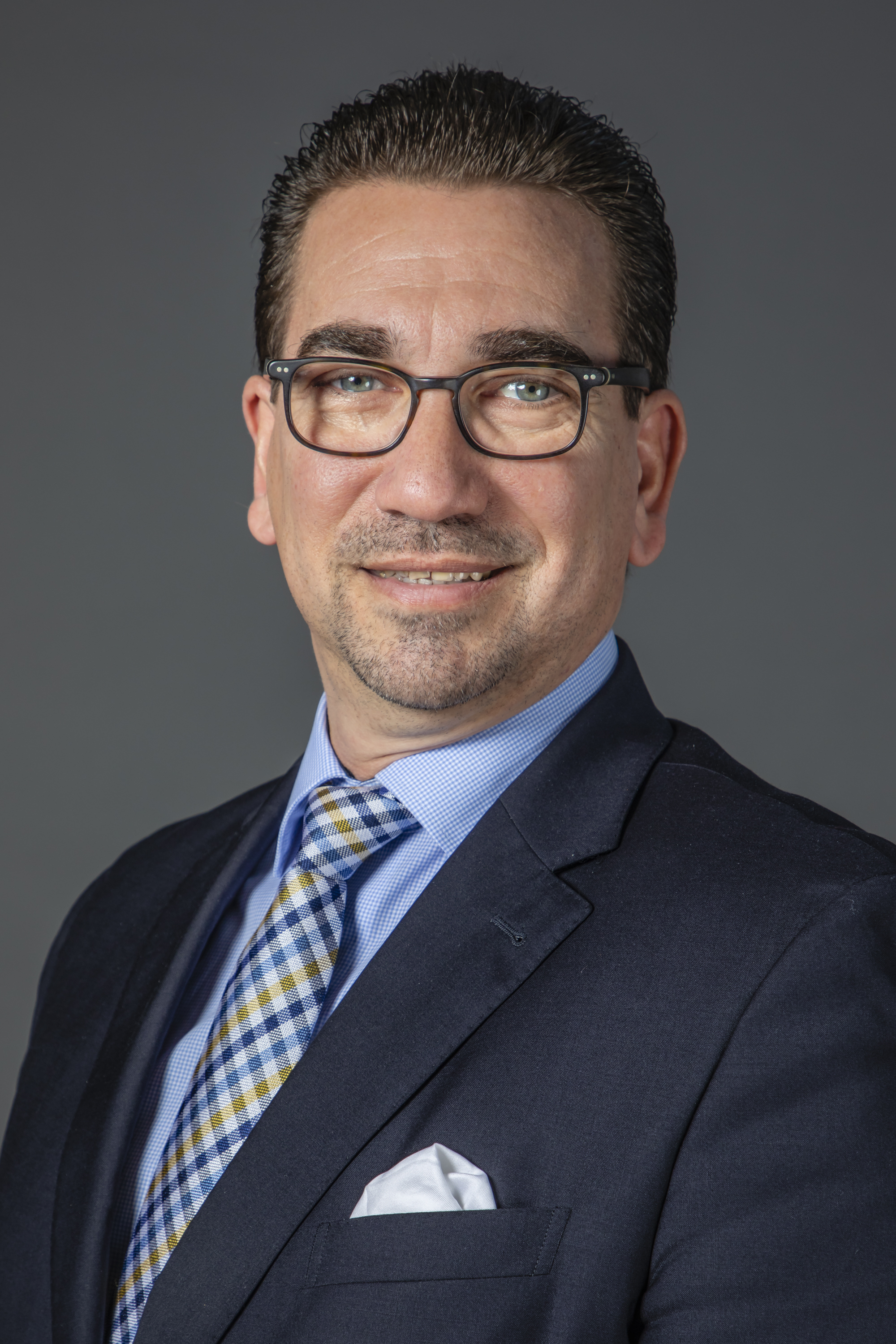
Guido Déus (2019)

Guido Déus (* 29. Mai 1968 in Köln-Porz) ist ein deutscher Politiker der CDU. Bei der Landtagswahl in Nordrhein-Westfalen 2017 wurde er als Direktkandidat für den Wahlkreis Bonn I in den Landtag von Nordrhein-Westfalen gewählt. Er war zudem von 2014 bis 2020 ehrenamtlicher Bürgermeister des Bonner Bezirkes Beuel. Seit 2020 ist Déus Vorsitzender der CDU-Ratsfraktion Bonn.

## Ausbildung und Beruf
Nach dem Abitur am Beethoven-Gymnasium Bonn im Jahr 1988 und dem Besuch der einjährigen Höheren Handelsschule machte Déus eine Ausbildung im gehobenen nichttechnischen Dienst der Bundesvermögensverwaltung und absolvierte ein Studium an der Fachhochschule des Bundes (Fachbereich Finanzen) 1989 bis 1992, das er mit einem Abschluss als Diplom-Finanzwirt beendete. Seit 1992 war er im Bundesvermögensamt Bonn tätig, das 2005 in die Bundesanstalt für Immobilienaufgaben (BImA) übergeleitet wurde. 2005 wurde Déus zum Regierungsoberamtsrat befördert und war dort seit Juni 2007 bis zur Wahl in den Landtag von Nordrhein-Westfalen im Mai 2017 als Leiter Presse, Kommunikation und Marketing tätig.

## Politischer Werdegang
Déus trat 1987 in die CDU ein und ist zudem Mitglied der Mittelstands- und Wirtschaftsvereinigung. Er hatte verschiedene Aufgaben in den Vorständen des CDU-Kreisverbandes Bonn, des CDU-Stadtbezirksverbandes Beuel sowie der CDU-Ortsverbände Beuel-Nord und Beuel-Mitte inne.
Seit 1999 gehört Déus dem Rat der Bundesstadt Bonn an, war ab September 2019 stellvertretender Vorsitzender und ist seit November 2020 Vorsitzender der CDU-Ratsfraktion. Er ist aktuell Vorsitzender des Ausschusses für Europa, Internationales, Wissenschaft, Wirtschaft und Arbeit sowie Mitglied im städtischen Hauptausschuss.
Seit der Kommunalwahl 2004 war Déus Mitglied der Bezirksvertretung Beuel und stellvertretender Bezirksbürgermeister des Stadtbezirkes. Am 12. Juni 2014 wurde er zum Bezirksbürgermeister gewählt. Im April 2019 kündigte er an, bei der Kommunalwahl 2020 nicht erneut für dieses Amt zu kandidieren, um sich auf seine Aufgaben im Stadtrat und Landtag konzentrieren zu können.
Im Dezember 2023 kündigte er an, 2025 als Kandidat für das Amt des Oberbürgermeisters von Bonn antreten zu wollen.

### Landtag
Bei der Landtagswahl in Nordrhein-Westfalen am 14. Mai 2017 wurde Déus für den Wahlkreis 29 (Bonn I) mit 35,9 % der Erststimmen direkt in den Landtag von Nordrhein-Westfalen gewählt, dem er seit dem 1. Juni 2017 als Abgeordneter angehört.
Dort war er in der 17. Wahlperiode bis 2022 Kommunalpolitischer Sprecher der CDU-Landtagsfraktion, Mitglied des Ausschusses für Heimat, Kommunales, Bauen und Wohnen, des Wissenschaftsausschusses sowie des Parlamentarischen Untersuchungsausschusses II (Hackerangriff/Stabsstelle).
Bei der Landtagswahl am 15. Mai 2022 konnte Déus seinen Wahlkreis mit 30,3 % der Stimmen verteidigen. Seit seiner Wiederwahl ist er Vorsitzender des Ausschusses für Heimat und Kommunales im Landtag sowie ordentliches Mitglied im Ausschuss für Wirtschaft, Industrie, Klimaschutz und Energie.

## Gesellschaftliche Ämter
Déus war vor seinem politischen Engagement in der katholischen Jugendarbeit aktiv. Er ist Mitglied der Rotarier und in verschiedenen Stiftungen und Vereinen in Bonn aktiv.